# کوه کوماکی
کوه کوماکی، قلعه کوماکی (به ژاپنی: 小牧山 Komakiyama) به ارتفاع ۸۶ متر (۲۸۲ فوت)، در شهرستان کوماکی، آیچی، استان آیچی، ژاپن واقع شده است. همچنین اشاره به قلعه‌ای دارد که در سال ۱۵۶۳ میلادی به دست اودا نوبوناگا به استقرار سربازان جهت حمله به ولایت مینو و از بین بردن باقیمانده خاندان سایتو و تصرف این ولایت ساخته شده بود اما امروزه تمام این قلعه به یک پارک تبدیل شده است که از نظر داشتن ساکورا شهرت دارد.